# 鴟尾

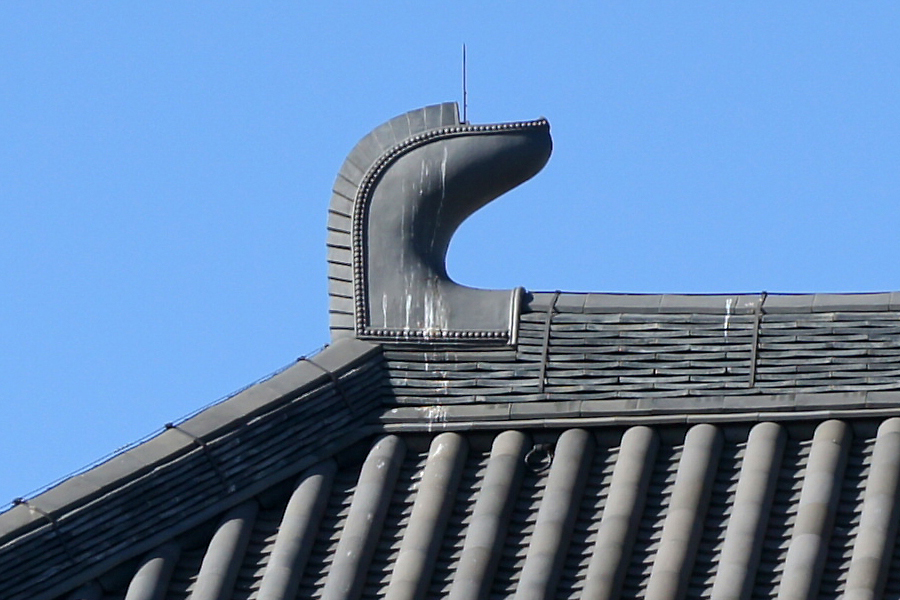
唐招提寺金堂の鴟尾

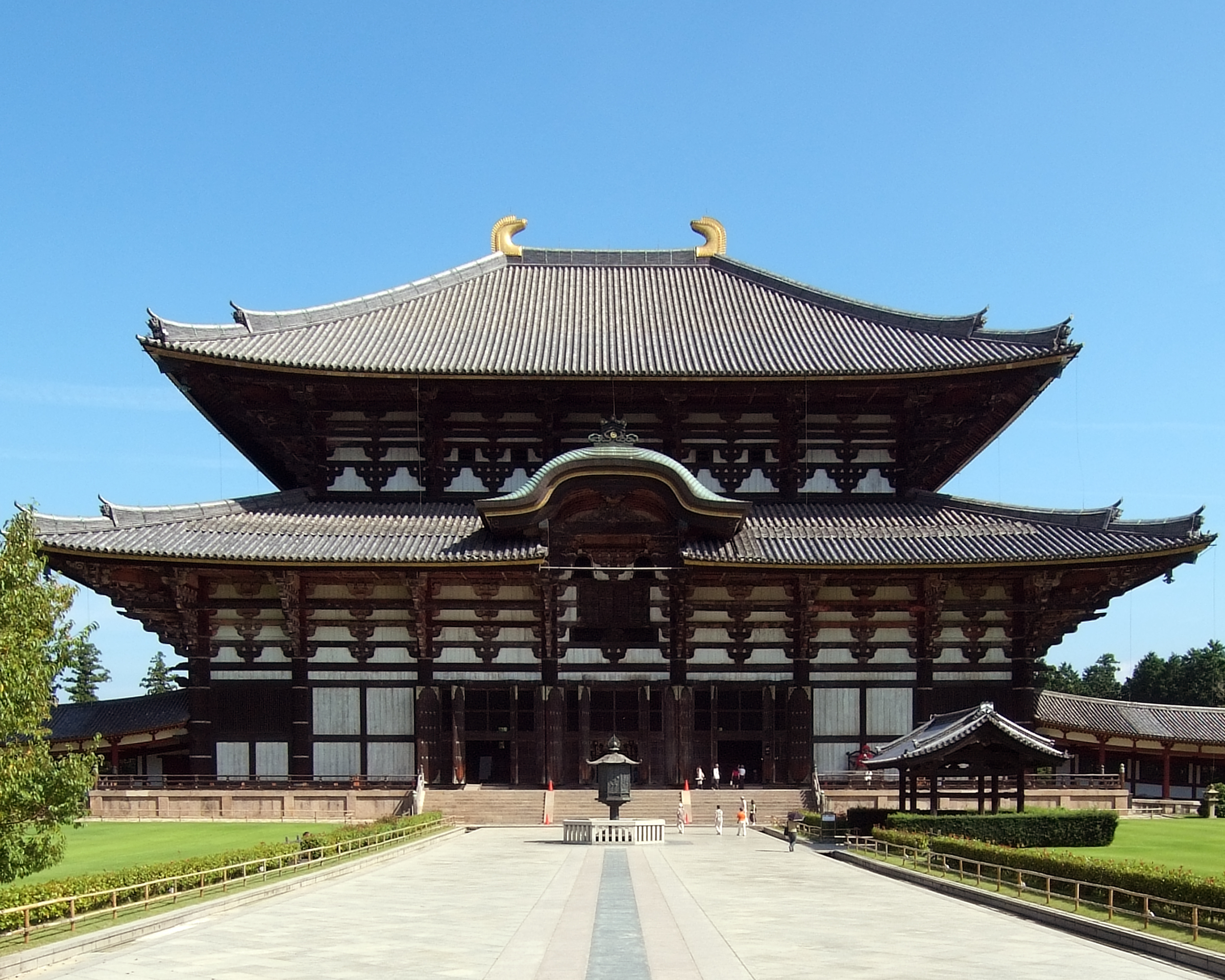
東大寺大仏殿（金色の部分が鴟尾）

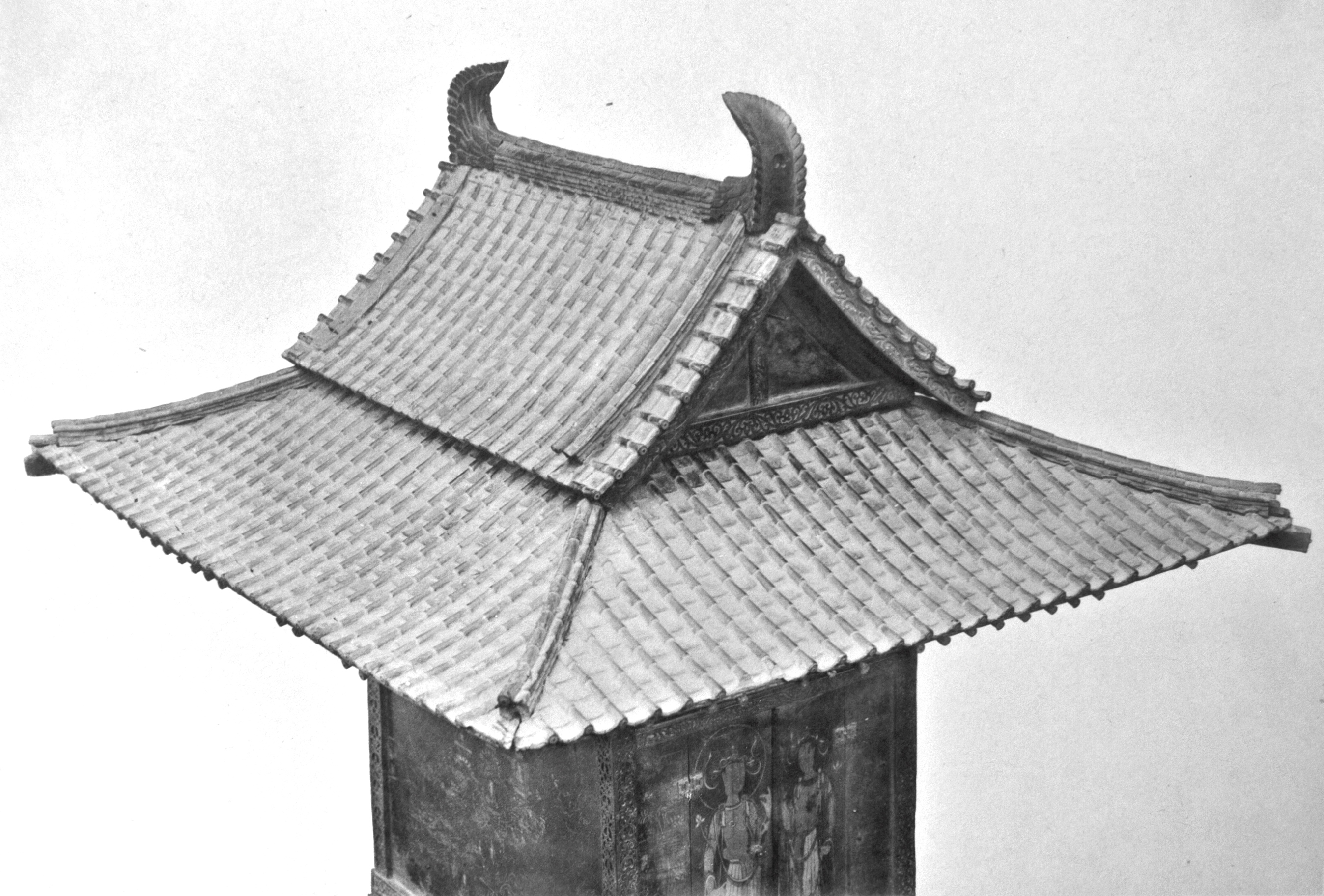
玉虫厨子の鴟尾

鴟尾（しび）とは、瓦葺屋根の大棟の両端につけられる飾りの一種である。訓読みではとびのおと読む。沓（くつ）に似ていることから沓形（くつがた）とも呼ばれ、。鴟吻（しふん）とも。古代中国から日本など周辺諸国に広まった。材質は瓦製が大半だが、木製・金属製・石製の例も存在する。

## 概要
寺院・仏殿、大極殿などによく用いられる。火除けのまじないにしたといわれている。
中国・漢代の画像石や陶屋には大棟両端を高く反り返らせる姿が描写されており、このころに鴟尾の原型が生まれていたとみられる。「鴟尾」の語の初見は『晋書』で、鴟尾の成立は4世紀とみられる。北魏時代の石窟寺院の岩絵に図像が多く残り、また実物も河北省何庄村の鄴城遺跡から発掘されていることから、西暦500年頃にはかなり普及していたと考えられている。
中国の鴟尾は朝鮮半島に伝わり、高句麗・新羅・百済では寺院跡から出土している。
瓦の伝来に伴い、6世紀末に大陸から日本へ伝えられたと考えられている。日本最古の鴟尾の例は、592年創建の飛鳥寺中金堂跡から出土したものである。
伝世品としては唐招提寺金堂の旧鴟尾（金堂の附指定として国宝）が唯一のものとなる。西側に上げられていたのが創建時のもので、東側に上げられていたのは鎌倉時代（元亨3年（1323年））の模作である。出土品は150例以上が飛鳥時代から平安時代の寺院跡や難波宮・長岡宮・藤原宮・平安宮・大宰府などの宮殿・官衙跡、さらに瓦窯跡から見つかっている。
出土品のほとんどは瓦製だが、石製の鴟尾の実物も少数存在し、群馬県前橋市の山王廃寺跡から2例、鳥取県伯耆町の大寺廃寺跡から1例の計3例のみが知られている。文献上は639年建立の百済大寺金堂に石製鴟尾が上げられていたことが確認できる。平安宮大極殿には延久3年（1071年）以降木製、保元3年（1158年）以降金銅製の鴟尾が上げられていたことが史料に見え、『小右記』には、万寿2年（1025年）に藤原道長が法成寺の甍を緑釉で飾るための鉛を得るために豊楽殿の鴟尾を鉛製から木製に取り替えたとの記述があるが、これらは現存しない。
平安時代の鴟尾の作例は、大宰府を除けば広隆寺、平安宮および平安京に瓦を供給した窯跡など京都に限定される。平安時代には鳳凰の浮き彫りを施すものや、緑釉を施した例も現れる。康平6年（1063年）の豊楽院焼失、安元3年（1177年）の朝堂院焼失を経て安貞元年（1227年）に内裏は廃絶された。
中国の唐代に鴟尾の大棟に取り付く部分を魚もしくは獣や龍の頭の形に作る例が発生して螭吻（ちふん。または蚩吻／鴟吻（しふん））へと発達し、さらにそれが日本へと伝来したものが、城の天守閣などに見られる鯱（しゃちほこ）である。
火除けのまじないであることについて、『蘇氏演義』（9世紀末）、『唐会要』（961年）に、「漢の武帝（前156-87年）が火を払うとして蚩尾（鴟尾）という海の獣の像を屋根に飾った」と載る（詳細は螭吻も参照のこと）。ただし考古学的証拠としては、魚型の螭吻は後代に生じたものである。また初期の鴟尾飾りは鳥の羽のような形をしていることから鴟尾の原型は鳥の飾りであるとも言われる。

## 主な出土遺跡

### 茨城県
- 結城八幡瓦窯跡

### 群馬県
- 山王廃寺跡

### 岐阜県
- 山田寺跡

### 滋賀県
- 南滋賀町廃寺跡

### 奈良県
- 飛鳥寺跡
- 豊浦寺跡
- 小墾田宮推定地
- 川原寺跡
- 橘寺
- 檜隈寺跡
- 山田寺跡
- 安倍寺跡
- 法隆寺
- 若草伽藍
- 法輪寺

### 大阪府
- 西琳寺跡
- 新堂廃寺跡
- 四天王寺
- 鳥坂寺跡
- 難波宮跡
- 百済寺跡
- 河内寺廃寺跡
- 智識寺跡

### 京都府
- 広隆寺
- 北野廃寺
- 大宅廃寺跡
- 平安宮（朝堂院・豊楽院）
- 栗栖野瓦窯跡

### 和歌山県
- 上野廃寺跡（英語版）

### 兵庫県
- 三ツ塚廃寺跡
- 猪名寺廃寺跡
- 広渡廃寺跡
- 太寺廃寺跡

### 岡山県
- 寒風古窯跡群
- 幡多廃寺
- 賞田廃寺跡
- 関戸廃寺跡

### 広島県
- 寺町廃寺跡
- 横見廃寺跡

### 鳥取県
- 土師百井廃寺跡（英語版）
- 上淀廃寺跡
- 斎尾廃寺跡

### 愛媛県
- 来住廃寺跡

### 福岡県
- 大宰府跡

## ギャラリー

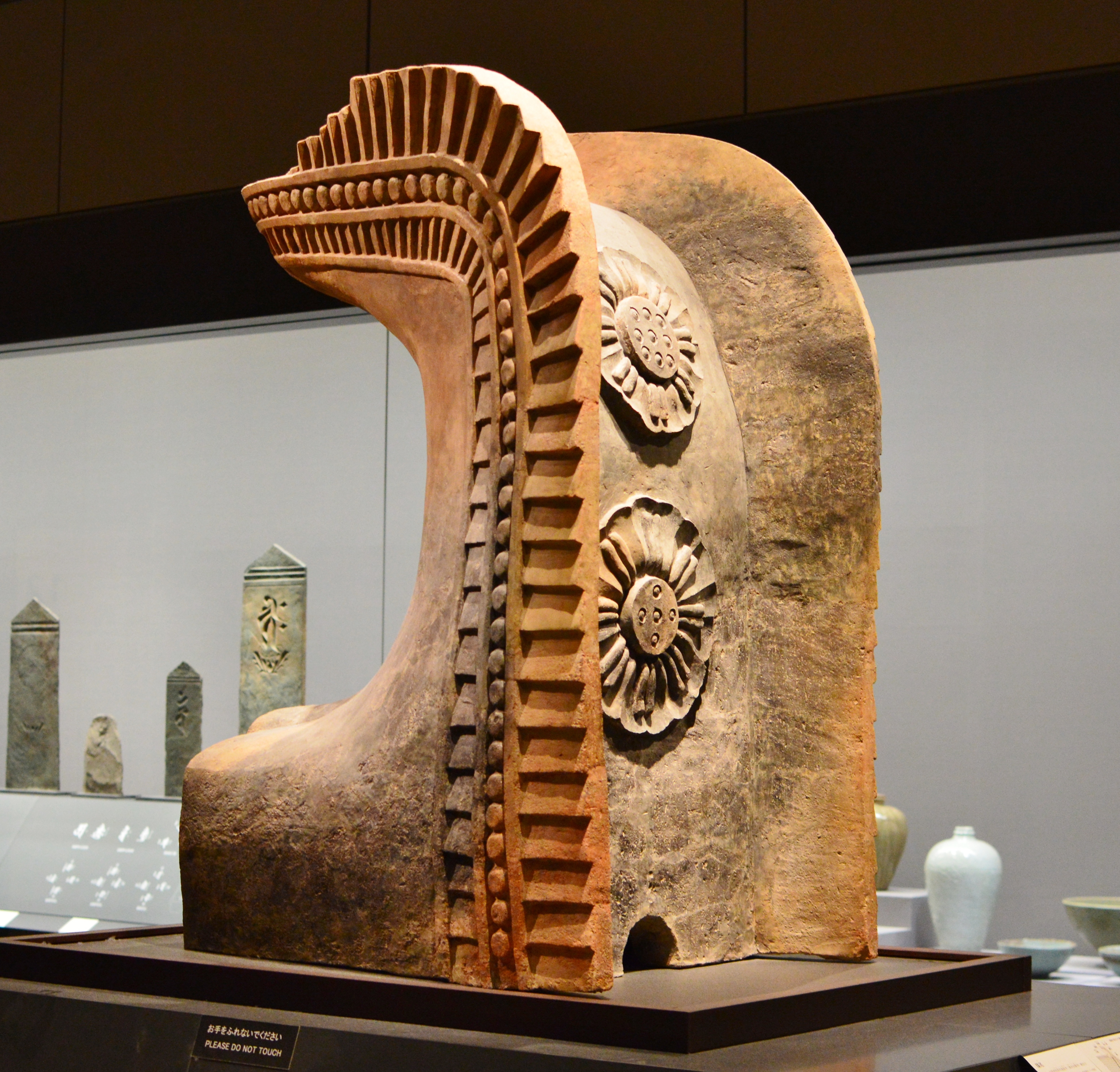
高井田廃寺跡（鳥坂寺跡）出土 大阪府柏原市。東京国立博物館展示。
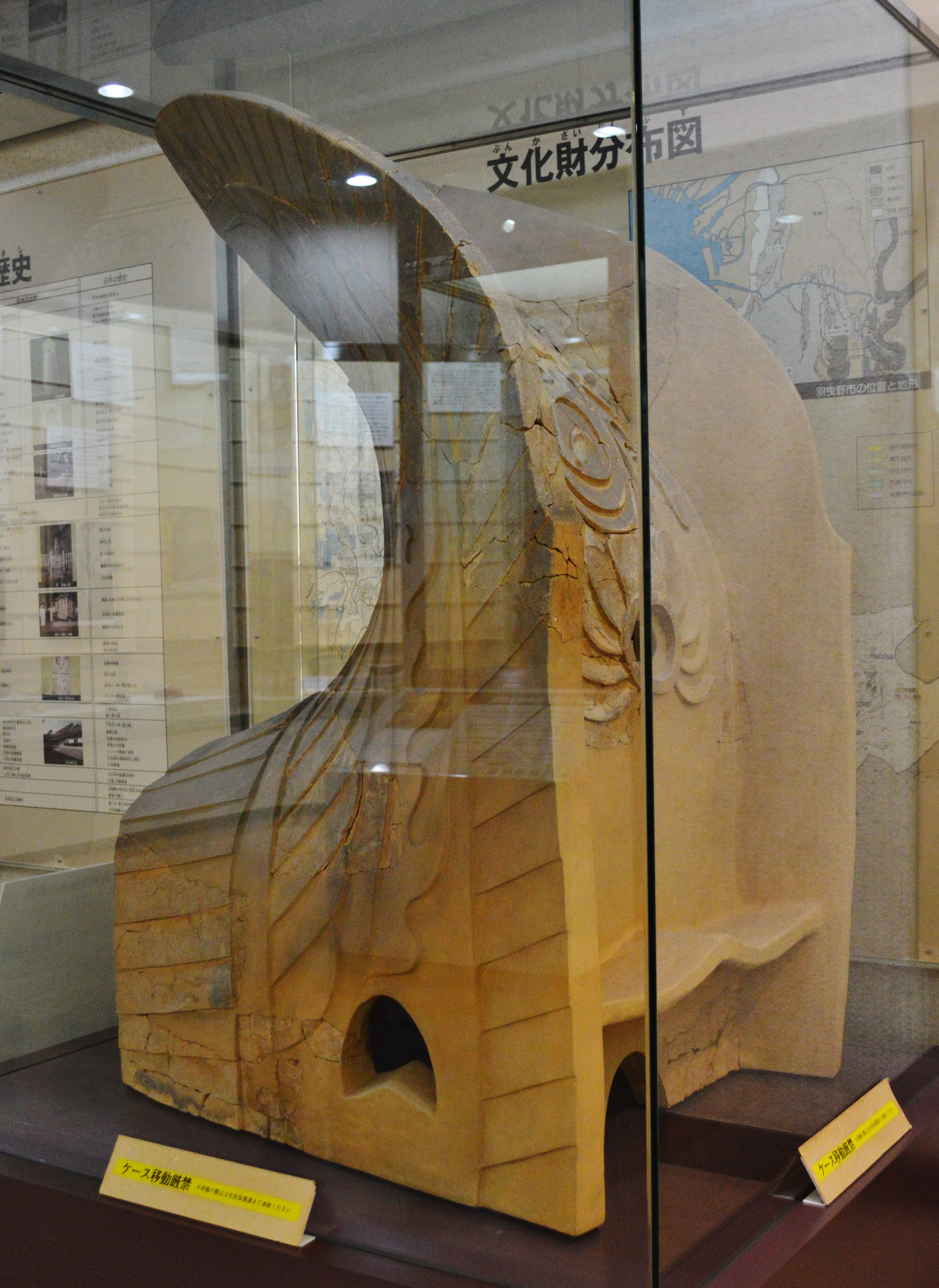
西琳寺跡出土 大阪府羽曳野市。羽曳野市陵南の森歴史資料室展示。
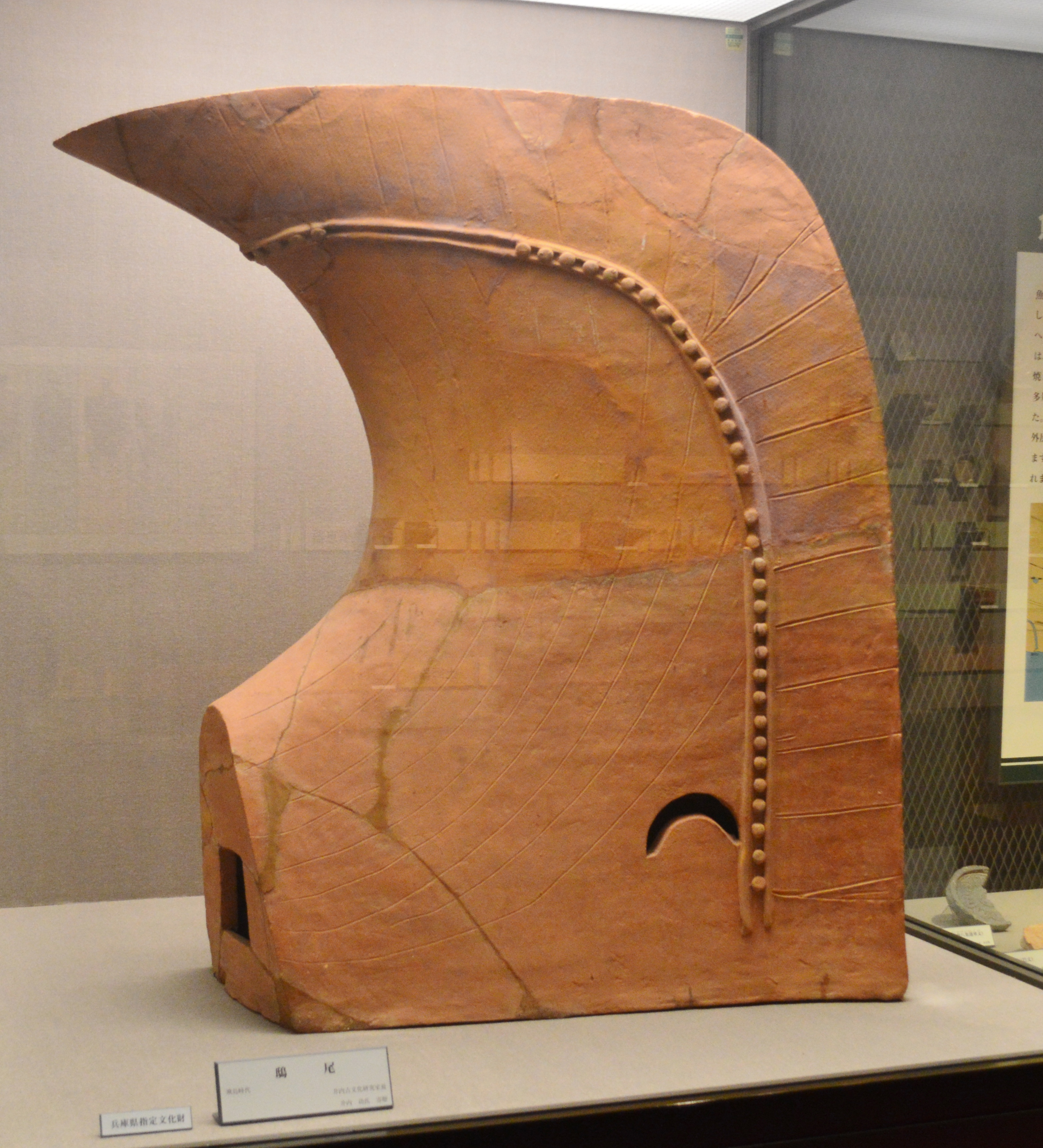
高丘3号窯出土 兵庫県明石市。明石市立文化博物館展示。
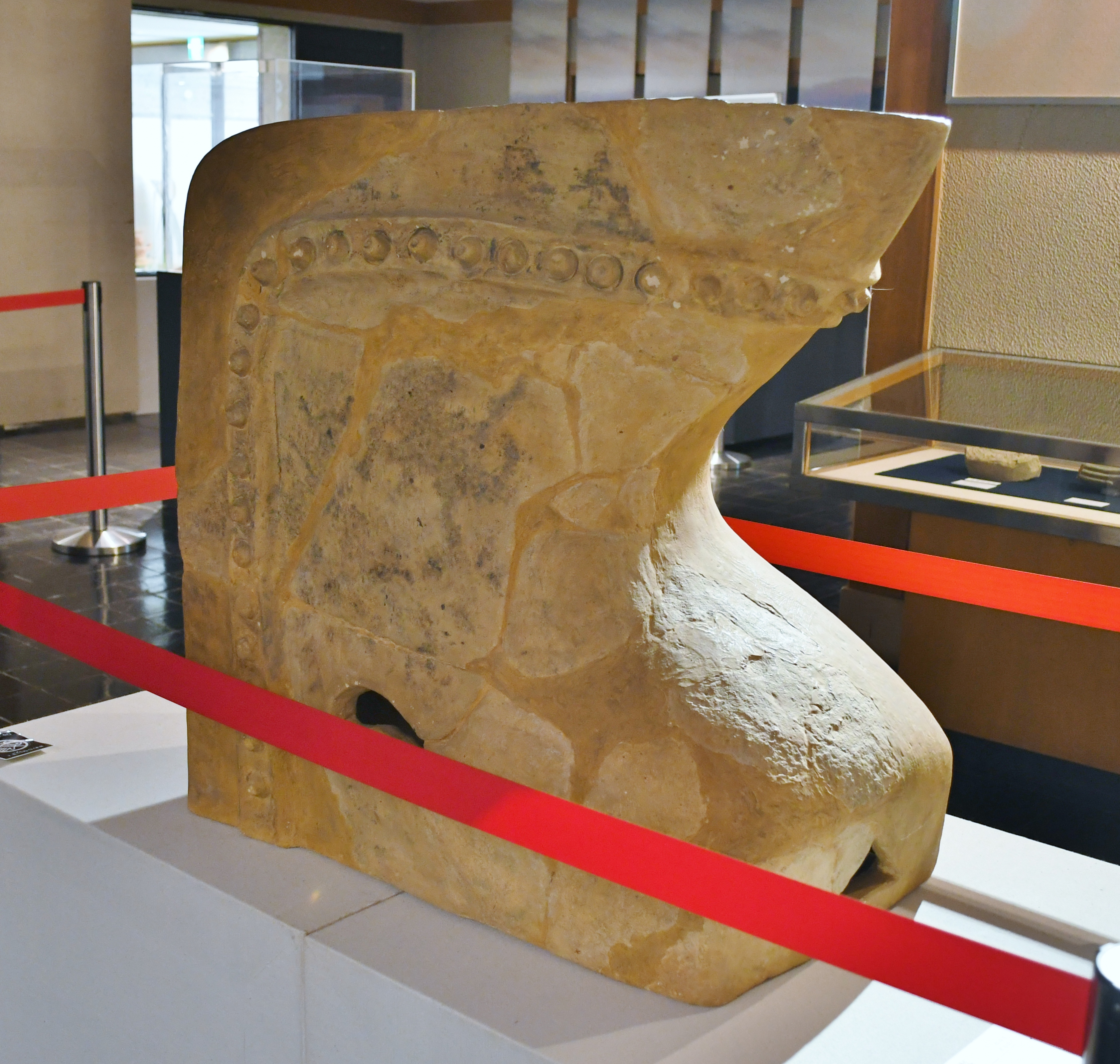
堂の谷瓦窯跡出土（複製） 和歌山県田辺市。和歌山県立紀伊風土記の丘企画展示時に撮影。
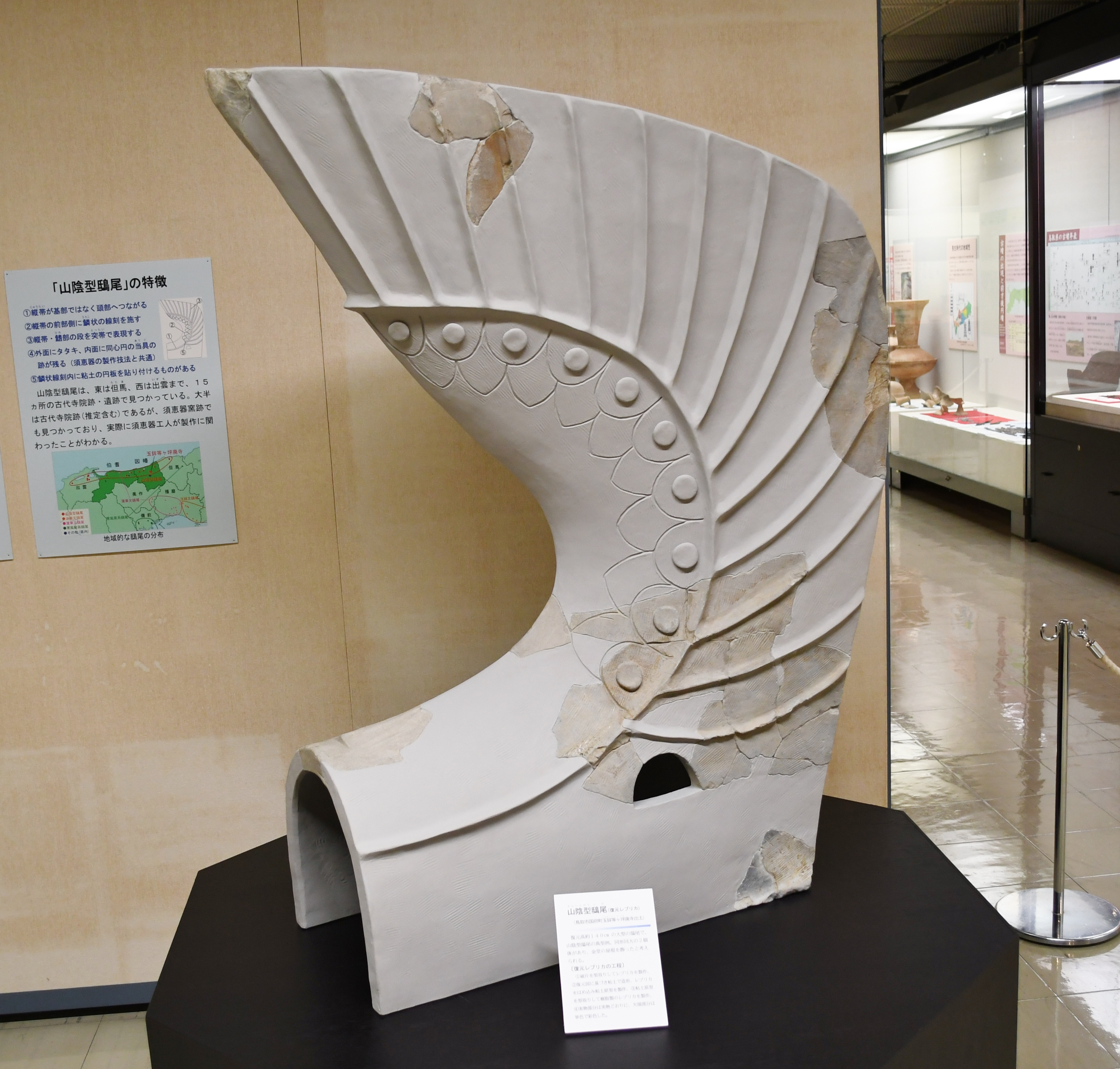
等ヶ坪廃寺跡出土（復元） 鳥取県鳥取市。山陰型鴟尾。鳥取県立博物館展示。
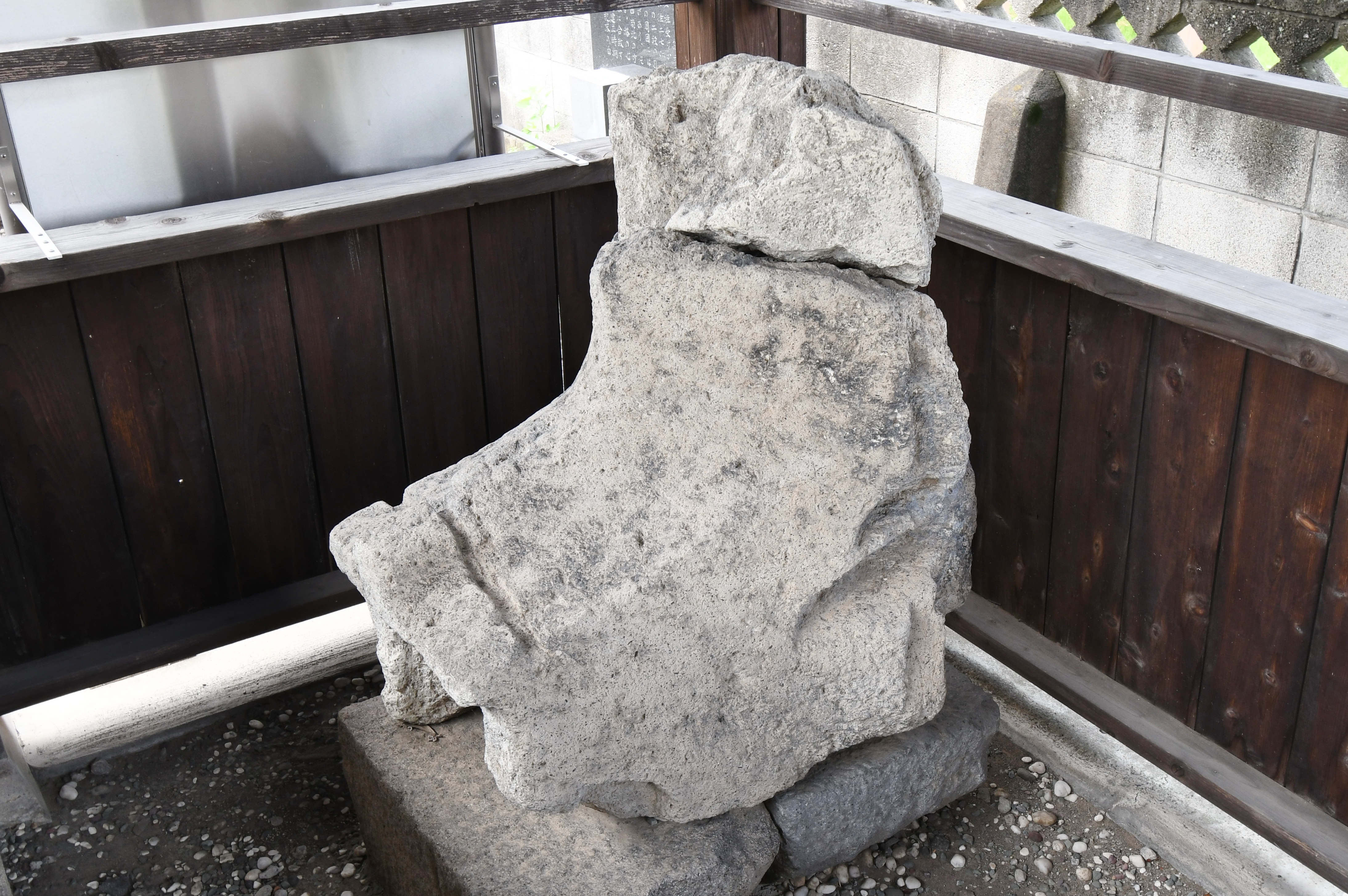
山王廃寺跡石製鴟尾 群馬県前橋市。日枝神社。重要美術品。